# Numero plastico
Il numero plastico (anche noto come costante plastica) è l'unica soluzione reale {\displaystyle \rho } dell'equazione
{\displaystyle x^{3}=x+1,}
ed ha il valore
{\displaystyle \rho ={\sqrt[{3}]{{\frac {1}{2}}+{\frac {1}{6}}{\sqrt {\frac {23}{3}}}}}+{\sqrt[{3}]{{\frac {1}{2}}-{\frac {1}{6}}{\sqrt {\frac {23}{3}}}}},}

il cui sviluppo decimale inizia con 1,324717957... 

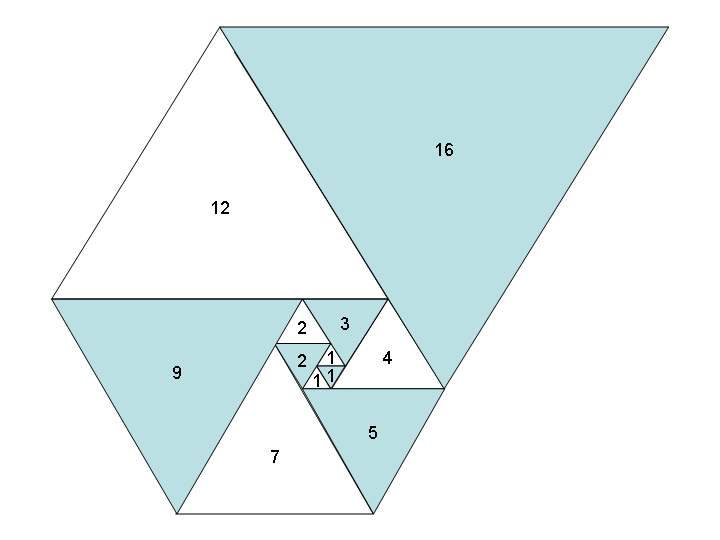
Spirale di triangoli equilateri i cui lati hanno lunghezze che seguono la successione di Padovan, i lati hanno tra di loro rapporto di 1/

Il numero plastico è il limite del rapporto dei termini successivi della successione di Padovan e della successione di Perrin.
Il numero plastico è il più piccolo numero di Pisot-Vijayaraghavan.

## Proprietà

### Successioni
Le potenze del numero plastico A(n) = ρn soddisfano la relazione di ricorrenza lineare del terzo ordine A(n) = A(n − 2) + A(n − 3) per n > 2. Quindi è il rapporto limite di termini successivi di qualsiasi successione di interi (diversi da zero) che soddisfa questa ricorrenza come i numeri di Cordonnier (più conosciuti come termini della successione di Padovan), i numeri di Perrin e i numeri di Van der Laan, ed è correlato a queste successioni come il numero aureo con la successione di Fibonacci e con i numeri di Lucas, così come il numero d'argento è correlato alla successione di Pell.
Il numero plastico può essere scritto come radicale continuo nel seguente modo:

I quadrati con i lati in rapporto di possono essere disposti a spirale

{\displaystyle \rho ={\sqrt[{3}]{1+{\sqrt[{3}]{1+{\sqrt[{3}]{1+\cdots }}}}}}.}

### Teoria dei numeri
Siccome il numero plastico ha come polinomio minimo {\displaystyle x^{3}-x-1,} è anche una soluzione dell'equazione polinomiale {\displaystyle p(x)=0} per ogni polinomio {\displaystyle p} che è multiplo di {\displaystyle x^{3}-x-1,} ma non per qualunque altro polinomio a coefficienti interi. Poiché il discriminante del suo polinomio minimo è uguale a {\displaystyle -23} il suo campo di spezzamento è {\displaystyle \mathbb {Q} ({\sqrt {-23}},\rho ).} Questo campo è anche il campo di classe di Hilbert di {\displaystyle \mathbb {Q} ({\sqrt {-23}}).}
Esso è il più piccolo numero di Pisot-Vijayaraghavan. I suoi coniugati algebrici sono
{\displaystyle \left(-{\tfrac {1}{2}}\pm {\tfrac {\sqrt {3}}{2}}i\right){\sqrt[{3}]{{\tfrac {1}{2}}+{\tfrac {1}{6}}{\sqrt {\tfrac {23}{3}}}}}+\left(-{\tfrac {1}{2}}\mp {\tfrac {\sqrt {3}}{2}}i\right){\sqrt[{3}]{{\tfrac {1}{2}}-{\tfrac {1}{6}}{\sqrt {\tfrac {23}{3}}}}}\approx -0,662359\pm 0,56228i,}
di modulo circa {\displaystyle 0,868837.} Questo valore corrisponde anche a {\displaystyle {\frac {1}{\sqrt {\rho }}}} visto che il prodotto delle tre radici del polinomio minimo è 1.

### Trigonometria
Il numero plastico può essere scritto in termini di coseno iperbolico e del suo inverso:
{\displaystyle \rho ={\tfrac {1}{c}}\cosh \left({\tfrac {1}{3}}\cosh ^{-1}(3c)\right),\qquad {\text{con}}\quad c=\cos \left({\tfrac {2\pi }{12}}\right)=\sin \left({\tfrac {2\pi }{6}}\right)={\tfrac {\sqrt {3}}{2}}.}

### Geometria

Le tre partizioni di un quadrato in rettangoli simili

Esistono esattamente tre modi per suddividere un quadrato in tre rettangoli simili:
1. La soluzione banale che consiste in tre rettangoli congruenti con rapporto d'aspetto 3:1.
2. La soluzione in cui due dei tre rettangoli sono congruenti e un terzo rettangolo con i lati lunghi il doppio della coppia congruente e in cui i rettangoli hanno rapporto d'aspetto 3:2.
3. La soluzione in cui i tre rettangoli sono reciprocamente non congruenti (tutti di dimensioni diverse) e in cui hanno rapporto d'aspetto {\displaystyle \rho ^{2}.} I rapporti delle dimensioni lineari dei tre rettangoli in questo caso sono: {\displaystyle \rho } (grande:medio); {\displaystyle \rho ^{2}} (medio:piccolo); e {\displaystyle \rho ^{3}} (grande:piccolo). Il lato lungo, posto internamente, del rettangolo più grande (la linea di faglia del quadrato) divide due dei quattro bordi del quadrato in due segmenti che si trovano ciascuno in rapporto {\displaystyle \rho } con l'altro. Il lato corto del rettangolo medio coincidente con il lato lungo del piccolo rettangolo divide il lato del quadrato in due segmenti che si trovano nel rapporto {\displaystyle \rho ^{4}.}

Il fatto che un rettangolo di proporzioni {\displaystyle \rho ^{2}} possa essere utilizzato per dissezioni di un quadrato in rettangoli simili equivale a una proprietà algebrica del numero {\displaystyle \rho ^{2}} relativo al teorema di Routh – Hurwitz per la quale tutti i suoi coniugati hanno una parte reale positiva.

## Storia e nome
L'architetto olandese e monaco benedettino Dom Hans van der Laan ha dato il nome numero di plastica (in olandese het plastische getal) a questo numero nel 1928. Nel 1924, l'ingegnere francese Gérard Cordonnier aveva già scoperto il numero e lo aveva chiamato "il numero radiante" (ancora in francese si usa l'espressione le nombre radiante). A differenza dei nomi di numero aureo e numero d'argento, la parola plastico non è stata intesa da van der Laan per riferirsi a una sostanza specifica, ma piuttosto nel suo senso aggettivale di qualcosa a cui si può dare una forma tridimensionale. Questo, secondo Richard Padovan, è perché i rapporti caratteristici del numero, 3/4 e 1/7, si riferiscono ai limiti della percezione umana nel mettere in relazione una dimensione fisica con un'altra. Van der Laan progettò nel 1967 la chiesa abbazia di Mamelis con queste proporzioni numeriche.

## Curiosità
Il matematico Donald Knuth, raccogliendo una proposta di chiamare questo numero phi-alto ha creato un carattere simile al greco phi ("φ") ma con il cerchio alto sul gambo così da somigliare alla lettera pari ("Ⴔ") dell'alfabeto Asomtavruli.